# Espierre
Espierre ist ein spanischer Ort in der Provinz Huesca der Autonomen Gemeinschaft Aragonien. Espierre gehört zur Gemeinde Biescas. Das Dorf in den Pyrenäen liegt auf 1242 Meter Höhe und ist zurzeit unbewohnt.

## Geschichte
Der Ort wurde Ende des 13. Jahrhunderts erstmals urkundlich erwähnt.

## Sehenswürdigkeiten
- Pfarrkirche San Esteban, spätromanischer Bau[1]
- Ruine der romanischen Einsiedelei Santa María de Palariecho[2]
- Romanische Einsiedelei San Juan, errichtet im 10. Jahrhundert[3]